# Hylaeus seabrai
Hylaeus seabrai är en biart som beskrevs av Urban och Jesus Santiago Moure 2002. Hylaeus seabrai ingår i släktet citronbin, och familjen korttungebin. Inga underarter finns listade i Catalogue of Life.